# Península de San Pablo
La península de San Pablo (en inglés: San Pablo Peninsula) es un accidente geográfico en el oeste de Richmond, en el estado de California al oeste de los Estados Unidos.
La península se extiende entre la ensenada de Castro y la Punta San Pablo y está dominada por las empinadas crestas de las colinas de Potrero, que discurren a lo largo de toda la península. La península es en gran parte propiedad de ChevronTexaco y se utiliza como un colchón de seguridad para fines de protección. En ella se encuentran el Point San Pablo Yacht Club, Winehaven, Punta Molate, Punta San Pablo, y Punta Molate Marsh.